# Harald Ullman
Harald Magnus Ullman, född 24 december 1947 i Stockholm, död 23 augusti 2021 i Stockholm, var en svensk företagare och PR-konsult.
Harald Ullman växte upp på Södermalm i Stockholm. År 1970 blev han värnpliktig fänrik inom Luftvärnet. 1972 utsågs han till organisationsombudsman och personalchef på Socialdemokraterna i Stockholm. 1983 blev han chef för ARE Idé 2 och 1991 vd för en större byrå, ARE Annonsbyrå. 
Harald Ullman uppmärksammades i svenska media i samband med den så kallade 
Spionaffären eller HSB-affären 1996.
Sedan 2005 drev Ullman PR-företaget Ullman PR där han fungerade som senior PR-rådgivare och medietränare. Byrån var en del av det internationella nätverket 3 AWW. Byrån ingick under en tid i ett svenskt nätverk som arbetade för att få Wikileaks-grundaren Julian Assange frikänd från anklagelserna om sexbrott. Ullman undervisade i PR bland annat på Marknadsföreningen och Folkuniversitetet. Ullman var under många år på förtroendemannabasis verksam inom Stockholmspolisen och utsågs 2006 till vice ordförande i City Polisnämnd för Socialdemokraterna. Polisnämnderna lades efter beslut av Riksdagen ned 2016. 2007 grundade han Stiftelsen Läxhjälpen, där han var ordförande i styrelsen. Stiftelsens syfte är att hjälpa ungdomar i utsatta områden med läxorna så att de blir behöriga till gymnasiet. 2017 utsågs han till GAPF-ambassadör.